# Forêt nationale d'Uwharrie
La forêt nationale d'Uwharrie est située dans les Appalaches dans la partie occidentale de la Caroline du Nord. Cette forêt nationale est administrée par le Service des forêts des États-Unis, qui fait partie du département de l'Agriculture. La forêt est gérée avec les trois autres forêts nationales de Caroline du Nord (Croatan, Nantahala et Pisgah) par un bureau central commun situé à Asheville. 
Cependant, le parc a un bureau local de gardes forestiers à Troy.

## Géographie
La Forêt Nationale d'Uwharrie est située principalement dans le comté de Montgomery, mais elle s'étend aussi sur les comtés de Randolph et Davidson dans la partie centrale nord de la Caroline du Nord. C'est la plus petite des quatre forêts nationale de Caroline du Nord avec une superficie totale de 203,84 km2 (50 369 acres). Environ 79 % de cette surface se situe sur le comté de Montgomery.
Son nom est dérivé des montagnes Uwharrie (Monts Uwharrie (en)). La limite occidentale de la forêt est marquée par la Yadkin et la Pee Dee, tandis que la limite nord suit la chaine la plus au nord des montagnes Uwharrie, près de la ville d'Asheboro. À l'est, la forêt est bordée par le comté de Montgomery.
La forêt est traversée par de nombreuses autoroutes. notamment l'Interstate 73, l'Interstate 74, l'U.S. Route 220.

## Histoire
À l'origine, les terrains ont été achetés par le gouvernement fédéral en 1931 et connus sous le nom d'Uwharrie Reservation. La forêt a obtenu le nom de forêt nationale au début des années 1960 par le président John F. Kennedy, avec les autres forêts de Caroline du Nord (Croatan, Nantahala et Pisgah).
La première grande découverte d'or aux États-Unis a été faite dans cette zone en 1799, et de l'or a été trouvé dans les Uwharrie Mountains dans les années 1800. Une petite ruée vers l'or a eu lieu durant la Grande dépression. L'orpaillage dans les cours d'eau et les rivières de la forêt reste une activité populaire. 

## Loisirs
La pêche et la canotage sont possibles sur le Badin Lake. Un chemin de randonnée, l'Uwharrie National Recreation Trail, de plus de 32 km traverse la forêt. D'autres sentiers et chemins permettent la randonnée, le VTT, le camping et les balades à cheval. Les véhicules tout-terrain ont leur propre circuit qui est ouvert de manière saisonnière.

## Source
- (en) Cet article est partiellement ou en totalité issu de l’article de Wikipédia en anglais intitulé « Uwharrie National Forest » (voir la liste des auteurs).